# Martin Angha
Martin Angha (Zurigo, 22 gennaio 1994) è un calciatore svizzero di origini congolesi, difensore dell'Uthai Thani.

## Carriera

### Club
Ha esordito con la prima squadra dell'Arsenal nella stagione 2012-2013 giocando 2 partite: l'esordio è avvenuto in Coppa di Lega nella partita Arsenal-Coventry (6-1) del 26 settembre giocando titolare, mentre la seconda partita è coincisa con il suo debutto in UEFA Champions League, entrando all'83' dell'incontro Olympiacos-Arsenal (2-1) disputato il 4 dicembre.
Nel 2013 si trasferisce alla squadra tedesca del Norimberga, dividendosi fra prima squadra e squadra riserve. Esordisce in Bundesliga in Norimberga-Borussia Dortmund (1-1) della sesta giornata di campionato disputata il 21 settembre.

### Nazionale
Ha giocato in tutte le rappresentative giovanili svizzere, esordendo in Under-21 il 5 marzo 2014 nella partita vinta per 5-1 sul Liechtenstein valevole per le qualificazioni agli Europei di categoria del 2015. Il 2 settembre a Bienna, in occasione della partita contro i pari età del Kazakistan, segna la sua prima rete con questa rappresentativa.